# Zawady (Rawa)
Pour les articles homonymes, voir Zawady.
Zawady est une localité polonaise de la gmina et du powiat de Rawa Mazowiecka en voïvodie de Łódź.